# Nati nel 1085
| Questa pagina contiene informazioni ricavate automaticamente dalle voci biografiche con l'ausilio del template Bio e di un bot. L'aggiornamento è periodico e automatico e ricostruisce completamente la pagina. Se manca una persona in questa lista, sei pregato di non aggiungerla, ma accertati piuttosto che la sua voce biografica contenga il template Bio e che i dati anagrafici siano correttamente compilati. Se il template Bio manca, inseriscilo tu stesso o, in alternativa, metti l'avviso {{tmp\|Bio}} che ne segnala la mancanza. Se i dati riportati sono sbagliati, correggi direttamente la voce biografica; le modifiche saranno visibili in questa lista entro pochi giorni. Per chiarimenti vedi il progetto biografie. La lista contiene solo le 8 persone che sono citate nell'enciclopedia e per le quali è stato implementato correttamente il template Bio. Pagina aggiornata al 2 mag 2025. |

- 19 settembre - Maria Comnena, principessa bizantina
- Bertoldo III di Zähringen, duca († 1122)
- Bulgaro, giurista italiano († 1166)
- Federico IV di Goseck, nobile tedesco († 1125)
- Guglielmo da Vercelli, abate, religioso e santo italiano († 1142)
- Stefano d'Obazine, monaco cristiano francese († 1159)
- Zhang Zeduan, artista e pittore cinese († 1145)
- Raul I di Vermandois, nobile franco († 1152)